# Pull Tiger Tail
Pull Tiger Tail (kurz: PTT) war eine dreiköpfige britische Indie-Rock-Band aus London. Sie wurde 2006 gegründet und bestand aus Marcus Ratcliff, Davo McConville und Jack Hamson. 2009 trennte sich die Formation.

## Geschichte

### Gründung und Anfänge
Die Band wurde im Frühjahr 2006 von den drei Jugendfreunden Marcus Ratcliff, Davo McConville und Jack Hamson in London gegründet, die in wechselnden Formationen auch schon früher gemeinsam musikalisch aktiv waren. Zu dieser Zeit waren die ursprünglich aus Stratford-upon-Avon stammenden Künstler Studenten am Goldsmiths-College und traten im Februar 2006 erstmals zu dritt unter dem Namen Pull Tiger Tail auf. Es folgten weitere Konzerte in Clubs und Lokalen, wodurch man schnell ein großes Publikum auf sich aufmerksam machen konnte. Um sich von den Auftritten anderer Rockbands abzuheben, verteilte man jedes Mal Tigermasken an die Fans, bevor man die Bühne betrat.

### Erste Singles
Am 25. September 2006, sieben Monate nach dem Bühnendebüt, erschien mit Animator die erste Single der Band. Vertrieben wurde sie über Young and Lost Club Records, wo man sich dafür entschied, die zum Verkauf stehenden Tonträger auf 1000 Exemplare zu limitieren. Daraufhin trennte sich die Band von dem Label und unterschrieb einen Vertrag bei B-Unique Records, über das am 11. Dezember 2006 die zweite Single Mr 100% erschien, die man wiederum ausschließlich zum Download anbot. Außerdem kündigte die Band ein Debütalbum für Sommer 2007 an.
In den folgenden Wochen und Monaten spielte man kleinere Konzerte in London und Umgebung, führte die Schreibarbeiten am geplanten Album aber fort. So veröffentlichte die Band am 26. März 2007 das Lied Let’s Lightning, gab allerdings bekannt, dass das Releasedatum des geplanten Studioalbums auf unbestimmte Zeit verschoben wird. Stattdessen erschien am 18. Juni 2007 die Single Hurricanes, mit der man erstmals in die britischen Singlecharts einsteigen konnte. Dort erreichte sie Platz 80 und hielt sich eine Woche. Anschließend tourte die Band.

### Debütalbum und Trennung
Das Debütalbum Paws. erschien schließlich am 17. August 2009. Zu dieser Zeit war das Klima innerhalb der Band bereits stark angespannt, unter anderem auch weil Uneinigkeit bei der Wahl des Labels herrschte und die Hörerzahlen über die letzten Jahre erheblich zurückgingen. So entschied man sich im Herbst für eine Trennung. Die letzte Veröffentlichung der Band war das ausschließlich B-Seiten enthaltende Mixtape The Lost World am 14. Dezember 2009.
Nachdem alle Bandmitglieder in unterschiedlichen Folgeprojekten aktiv waren, Hamson beispielsweise vorübergehend bei Noah and the Whale und Friendly Fires, gründete dieser 2012 zusammen mit Ratcliff, der nach Heirat den Nachnamen seiner Frau – Pepperell – angenommen hatte, das Duo Thumpers, das sich Anfang 2018 wieder auflöste.

## Diskografie
Studioalben
- 2009: Paws.

Mixtapes
- 2009: The Last World

Singles
- 2006: Animator
- 2006: Mr 100%
- 2007: Let’s Lightning
- 2007: Hurricanes
- 2008: Mary Jane